# Dimer cyklooktadienrhodiumchloridu
Dimer cyklooktadienrhodiumchloridu (zkráceně [RhCl(COD)]2 nebo Rh2Cl2(COD)2) je komplexní organická sloučenina rhodia se vzorcem Rh2Cl2C8H12)2. Používá se na přípravu homogenních katalyzátorů.

## Příprava a reakce
[RhCl(COD)]2 se připravuje zahříváním roztoku chloridu rhoditého s cyklookta-1,5-dienem ve vodném roztoku ethanolu za přítomnosti uhličitanu sodného:
2 RhCl3·3 H2O + 2 COD + 2 CH3CH2OH + 2 Na2CO3 → [RhCl(COD)]2 + 2 CH3CHO + 8 H2O + 2 CO2 + 4 NaCl
[RhCl(COD)]2 se používá jako zdroj elektrofilu "[Rh(COD)]+.
[RhCl(COD)]2 + nL → [LnRh(COD)]+Cl− (L = například PR3 nebo alken a n = 2 nebo 3)
Tímto způsobem lze na rhodium navázat chirální fosfiny. Vzniklé chirální komplexy mohou vstupovat do asymetrických hydrogenací.
Podobný, ovšem reaktivnější, komplex je dimer chlorobis(cyklookten)rhodia, který reaguje s Lewisovými zásadami za tvorby aduktů s obecným vzorcem RhCl(L)(COD).[zdroj?]

## Struktura
Dimer cyklooktadienrhodiumchloridu obsahuje dvojici rovinných čtvercových Rh center navázaných na cyklookta-1,5-dien a dva chloridové ligandy tvořící můstek mezi nimi. Rh2Cl2 jádra jsou také přibližně rovinná, oproti značně prohnuté struktuře dimeru cyklooktadieniridiumchloridu s torzním úhlem o velikosti 86°.[zdroj?]